# Centro Internacional de Justicia para los Palestinos
Centro Internacional de Justicia para los Palestinos o CIJP es un grupo de abogados, académicos y políticos que hace declaraciones públicas y organiza acciones legales relacionadas con los derechos humanos de los palestinos.  
El centro apoya y ayuda a coordinar los esfuerzos legales en varias jurisdicciones, incluyendo el Oriente Medio, el Reino Unido, la Unión Europea, Canadá y Estados Unidos.

## Objetivos
El Centro Internacional de Justicia para los Palestinos describe sus objetivos como el apoyo a los derechos humanos de los palestinos.

## Dirección y miembros
En mayo de 2024, Tayab Ali era el director del CIJP. Los miembros del CIJP son abogados, académicos y políticos.

## Acciones
En octubre y noviembre de 2023, el CIJP presentó un análisis jurídico al Parlamento del Reino Unido, proporcionando asesoramiento sobre las relaciones del Reino Unido con Oriente Medio y el norte de África en relación con la ocupación israelí de los territorios palestinos y la propuesta de Solución de dos Estados.
En noviembre de 2023, el CIJP declaró a funcionarios del gobierno canadiense que presentaría denuncias contra políticos canadienses implicados en crímenes de guerra cometidos por israelíes durante la guerra en Gaza. El CIJP se refirió a las obligaciones de Canadá bajo el artículo 25(3)(c) y (d) del Estatuto de Roma de no ayudar ni alentar la comisión de crímenes de guerra, así como a las posibles investigaciones y enjuiciamientos por parte de la Corte Penal Internacional o bajo la principio de justicia universal.
En abril de 2024, el CIJP declaró que si se demostraba que el dron Elbit Hermes 450 responsable del bombardeo al convoy de World Central Kitchen había sido fabricado en el Reino Unido, ello aumentaría la presión para poner fin a las ventas de armas británicas a Israel.
En mayo de 2024, el CIJP declaró que la prohibición de entrada en los países del espacio Schengen, incluyendo Alemania y Francia, al rector de la Universidad de Glasgow, Ghassan Abu Sittah, constituía una violación de la libertad de expresión. El CIJP precisó que estaba solicitando a abogados en Francia y Alemania que actuaran contra dicha prohibición.
En abril de 2025, el CIJP, junto con la Fundación Hind Rajab y Global Legal Action Network, escribió al fiscal general del Reino Unido para solicitar una orden de arresto contra el ministro de Asuntos Exteriores israelí, Gideon Sa'ar.  Esta solicitud se produjo después de que Sa'ar se reuniera con el ministro de Asuntos Exteriores del Reino Unido, David Lammy, en Londres. La solicitud alegaba que Sa'ar es responsable del ataque al hospital Kamal Adwan y de la detención de Hussam Abu Safiya. El fiscal general británico rechazó la solicitud.